# Спільна позиція
Спільна позиція (Common Position) - інструмент спільної зовнішньої та безпекової політики, призначений для посилення систематичності співпраці й поліпшення її координації. Від країн-членів вимагається дотримуватись у своїй зовнішній політиці позицій, ухвалених на засіданнях Ради.